# Proschizomus petrunkevitchi
Proschizomus
Genre
Espèce
Proschizomus petrunkevitchi, unique représentant du genre Proschizomus, est une espèce fossile d'uropyges.

## Distribution
Cette espèce a été découverte à Ilkeston en Angleterre. Elle date du Carbonifère,.

## Étymologie
Cette espèce est nommée en l'honneur d'Alexander Ivanovitch Petrunkevitch.

## Publication originale
- Dunlop & Horrocks, 1996 : A new Upper Carboniferous whip scorpion (Arachnida: Uropygi: Thelyphonida) with a revision of the British Carboniferous Uropygi. Zoologischer Anzeiger, vol. 234, no 4, p. 293-306 (en).